# Gianluca Vinci (pallamanista)
Gianluca Vinci (Siracusa, 1º ottobre 1999) è un pallamanista italiano, ala sinistra dell'Albatro Siracusa.

## Carriera

### Giocatore

#### Club
Figlio di Giuseppe Vinci ex allenatore dell'Albatro Siracusa nonché dello staff della Nazionale Italia di pallamano, muove i suoi primi passi nella società dell'Albatro Siracusa, facendo tutta la trafila nelle giovanili, arrivando a calcare la massima serie a sedici anni. Nella stagione Serie A - 1ª Divisione Nazionale 2019-2020 passa alla corte dell'Ego Handball Siena del tecnico siracusano Alessandro Fusina. Il 30 dicembre per motivi personali decide di interrompere l'esperienza in Toscana, tornando a Siracusa tra le file dell'Albatro in Serie A2.

## Statistiche

### Presenze e reti nei club
Statistiche aggiornate al 28 maggio 2025.
| Stagione             | Squadra         | Campionato      | Campionato | Campionato | Coppe nazionali | Coppe nazionali | Coppe nazionali | Coppe continentali | Coppe continentali | Coppe continentali | Altre coppe | Altre coppe | Altre coppe | Totale | Totale |
| Stagione             | Squadra         | Comp            | Pres       | Reti       | Comp            | Pres            | Reti            | Comp               | Pres               | Reti               | Comp        | Pres        | Reti        | Pres   | Reti   |
| -------------------- | --------------- | --------------- | ---------- | ---------- | --------------- | --------------- | --------------- | ------------------ | ------------------ | ------------------ | ----------- | ----------- | ----------- | ------ | ------ |
| 2013-2014            | Albatro         | A               | 2          | 0          | -               | -               | -               | -                  | -                  | -                  | -           | -           | -           | 2      | 0      |
| 2014-2015            | Albatro         | A               | 17         | 5          | CI              | 3               | 0               | -                  | -                  | -                  | -           | -           | -           | 20     | 5      |
| 2015-2016            | Albatro         | A               | 19         | 18         | CI              | 3               | 3               | -                  | -                  | -                  | -           | -           | -           | 22     | 21     |
| 2016-2017            | Albatro         | A               | 20         | 25         | CI              | 3               | 5               | -                  | -                  | -                  | -           | -           | -           | 23     | 30     |
| 2017-2018            | Albatro         | A               | 22         | 63         | CI              | 3               | 8               | -                  | -                  | -                  | -           | -           | -           | 25     | 71     |
| 2018-2019            | Albatro         | B               | 11         | 102        | -               | -               | -               | -                  | -                  | -                  | -           | -           | -           | 11     | 102    |
| ago. 2019- dic. 2019 | Siena           | A               | 16         | 8          | CI              | 0               | 0               | -                  | -                  | -                  | -           | -           | -           | 16     | 8      |
| gen. 2020- mar. 2020 | Albatro         | A2              | 7          | 19         | -               | -               | -               | -                  | -                  | -                  | -           | -           | -           | 7      | 19     |
| 2020-2021            | Albatro         | A               | 21         | 62         | -               | -               | -               | -                  | -                  | -                  | -           | -           | -           | 21     | 62     |
| 2021-2022            | Albatro         | A               | 20         | 71         | -               | -               | -               | -                  | -                  | -                  | -           | -           | -           | 20     | 71     |
| 2022-2023            | Albatro         | A               | 26         | 94         | -               | -               | -               | -                  | -                  | -                  | -           | -           | -           | 26     | 94     |
| 2023-2024            | Albatro         | A               | 22         | 64         | CI              | 1               | 3               | -                  | -                  | -                  | -           | -           | -           | 23     | 67     |
| 2024-2025            | Albatro         | A               | 28         | 112        | CI              | 2               | 3               | -                  | -                  | -                  | -           | -           | -           | 30     | 115    |
| Totale Albatro       | Totale Albatro  | Totale Albatro  | 216        | 635        |                 | 15              | 22              |                    | -                  | -                  |             | -           | -           | 231    | 657    |
| Totale carriera      | Totale carriera | Totale carriera | 232        | 645        |                 | 15              | 22              |                    | -                  | -                  |             | -           | -           | 247    | 665    |